# Іванків (Новгород-Сіверський район)
Іванків (до 2025 року — Восточне) — село в Україні, у Новгород-Сіверській міській територіальній громаді Новгород-Сіверського району Чернігівської області. Населення становить 5 осіб. До 2020 орган місцевого самоврядування — Печенюгівська сільська рада.

## Історія
На мапі РСЧА 1941 року ще має назву Іваньків, 27 дворів. Отже, перейменування відбулось після 2 світової війни.
12 червня 2020 року відповідно до розпорядження Кабінету Міністрів України № 730-р «Про визначення адміністративних центрів та затвердження територій територіальних громад Чернігівської області» ввійшло до складу Новгород-Сіверської міської громади.
19 липня 2020 року в результаті адміністративно-територіальної реформи та ліквідації колишнього Новгород-Сіверського району село ввійшло до новоствореного Новгород-Сіверського району Чернігівської області.